# 韋斯哈芬 (加利福尼亞州洪堡縣)
韋斯哈芬（英語：Westhaven）是位於美國加利福尼亞州洪堡縣的一個非建制地區。該地的面積和人口皆未知。

## 地理
韋斯哈芬的座標為41°02′09″N 124°06′40″W / 41.03583°N 124.11111°W，而該地的平均海拔高度為100米（即328英尺）。